# Cydistomyia caledonica
Cydistomyia caledonica är en tvåvingeart som först beskrevs av Ricardo 1914.  Cydistomyia caledonica ingår i släktet Cydistomyia och familjen bromsar. Inga underarter finns listade i Catalogue of Life.